# 山根千佳
山根 千佳（やまね ちか、1995年12月12日 - ）は、日本の女性タレント。ホリプロ所属。鳥取県米子市出身。

## 略歴
鳥取県立米子高等学校在学中の2012年に「37thホリプロタレントスカウトキャラバン2012」に応募し最終審査で決勝大会へ進出（グランプリは優希美青）。大会終了後にホリプロと契約。日出高等学校へ編入し、2013年にモブキャストガール第1期メンバーとして芸能界での仕事を始める。現在は、主にバラエティ番組などで活動している。

## 人物
- 小学生時代から始めたジャズヒップホップダンスが特技[4][2]。
- 山根の家族が揃って好角家であったことから、山根も幼少時からテレビ中継などで相撲に親しみ、鳥取から大阪府立体育会館や愛知県体育館で開催される本場所を直接観戦しに行ったこともある[5]。ブログでも大相撲本場所の一番について解説や考察を記すことも多く、大相撲関連でメディアやイベントに出演する。 プロ野球は読売ジャイアンツのファンであるが、2016年4月からスポーツ情報番組『スポルたん!LIVE』（仙台放送）MCを担当して以降、宮城県のプロスポーツチームである東北楽天ゴールデンイーグルス、ベガルタ仙台、仙台89ersを応援するようになった。なお、番組は2018年6月に卒業した。
- 弟が1人いる。[6]

## 書籍
- 山根千佳の大相撲の歩き方（2024年5月9日、マイクロマガジン社）

### デジタル写真集
- デジタル原色美女図鑑　天真爛漫（2018年11月28日、文藝春秋）

## 出演

### 現在の出演番組
- チャリダー★（NHK BS1） - レポーター
- 田代県立小島高校（アイドル専門チャンネルPigoo）
- ひるキュン!（TOKYO MX） - 東京商店街MAP 日替わりレポーター
- 大堀商事小島事業部新人山根（2017年7月26日 - 2020年6月18日、アイドル専門チャンネルPigoo）[7]
- トレセンまるごと情報局（2019年1月4日 - 2020年12月、グリーンチャンネル） - 美浦担当レポーター
- SOUP（2022年4月9日 - 、山陰中央テレビジョン放送） - MC

### 過去の出演番組
- ヒットの秘密（テレビ東京）
- 大相撲中継（NHK総合） - 関取訪問インタビュー
  - 2013年11月場所：魁聖一郎
  - 2014年5月場所：臥牙丸勝
- 日本大相撲トーナメント（2015年2月8日、フジテレビ） - 花道リポーター
- オレたちゴチャ・まぜっ!〜集まれヤンヤン〜（2014年4月19日 - 2015年4月11日、MBSラジオ）
- すイエんサー（2015年度 - 2016年度、NHK Eテレ）
- ガッテン!（2016年6月8日 - 2022年2月2日、NHK総合） - 準レギュラー
- タモリ倶楽部（2017年6月16日、テレビ朝日）「猫＆相撲ブームに乗っかれ! 荒汐部屋の猫写真集まさかの3社かぶり」
- ナカイの窓・スー女vsプ女子SP（2017年11月1日、日本テレビ）[8]
- 大相撲LIVE（2018年3月12日 - 9月18日 、AbemaTV）
- 東貴博のラジオビバリー昼ズ（ニッポン放送）
  - 2018年4月3日 - 2022年3月29日：火曜パートナー
  - 2024年5月7日：ゲスト
- 大相撲いぶし銀列伝（フジテレビONE） - コーナー担当
- スポルたん!LIVE（仙台放送）
- たっぷり静岡+「がんばれ!翠富士、熱海富士」（2023年11月10日、NHK静岡放送局）
- NHKニュース おはよう日本（2024年5月9日、NHK総合）[9]
- 山崎怜奈の誰かに話したかったこと。（2024年5月9日、TOKYO FM） - ゲスト[10]
- 明日をまもるナビ（140）（2024年11月24日、NHK総合）

### 映画
- でーれーガールズ（2015年2月21日、名古屋テレビ） - 少女 役[11]

### CM
- 森永乳業『PARM』「チョコの秘密篇」「新人篇」（2016年）[12]
- ユニバーサル・スタジオ・ジャパン『ハロウィン』（2016年）[13]
- ヴィエリス『キレイモ』「キレイもっとダンス」篇（2017年4月10日 - ）[14][15][16]

### PV
- 大相撲令嬢 〜前世に相撲部だった私が捨て猫王子とはぁどすこいどすこい〜 コミックス第1巻（2021年） - フローチェ 役（ナレーション）[17]